# 1708년 영국 총선
휘그당은 1695년이후 13년 만에 하원 과반을 달성했고, 11월 앤 여왕을 통해 정부를 구성하기에 이른다. 하지만 내각의 중도파 고돌핀의 존재와 여왕의 반대로 휘그당은 정부 운영에 어려움을 겪는다

## 선거 결과
| 정당   | 의석 수 |
| ------ | ------- |
| 휘그당 | 291석   |
| 토리당 | 222석   |
| 기타   | 45석    |
| 합계   | 558석   |